# Leandra longicoma
Leandra longicoma är en tvåhjärtbladig växtart som beskrevs av Célestin Alfred Cogniaux. Leandra longicoma ingår i släktet Leandra och familjen Melastomataceae.
Artens utbredningsområde är Peru. Inga underarter finns listade i Catalogue of Life.